# Nogometni Klub Radnik Velika Gorica
Il Nogometni Klub Radnik Velika Gorica, comunemente chiamato NK Radnik o semplicemente Radnik (in italiano "Lavoratore"), era la squadra di calcio di Velika Gorica (cittadina situata poco più a sud della capitale Zagabria), in Croazia. Era nato nel 1945 e nel 2009, per problemi finanziari, si è fuso col Polet Buševec a formare il HNK Gorica.

## Storia
Ai tempi della Jugoslavia socialista il Radnik ha sempre militato nelle divisioni inferiori, l'unica volta che si è qualificato per la coppa di Jugoslavia è stato nel 1951 (eliminato ai sedicesimi di finale dalla Dinamo Zagabria).
Nella Croazia indipendente è stato inserito in Druga HNL 1992 e l'ha vinta conquistando la massima divisione. Qui è rimasto per due stagioni per poi ritornare nelle categorie sottostanti.
Durante il 2009 il Radnik si trovava in gravi difficoltà finanziarie e l'unica possibilità di preservare il calcio a Velika Gorica era quello di unirsi con un'altra squadra. Il partner perfetto fu trovato nel Polet di Buševec, una frazione di Velika Gorica. Così nell'estate dello stesso anno nacque il HNK Gorica che fu inserito in terza divisione (ambedue i "genitori" militavano nella 3.HNL 2008-09).

## Cronistoria
| Stagione             | Campionato               | Campionato | Campionato | Campionato                                        | Coppa       |
| Stagione             | Categoria                | Liv.       | Posizione  | Verdetti                                          | Coppa       |
| -------------------- | ------------------------ | ---------- | ---------- | ------------------------------------------------- | ----------- |
| CAMPIONATI JUGOSLAVI |                          |            |            |                                                   |             |
| 1987–88              | 2. Hrvatska liga - Nord  | IV         | 3º su 17   | Ammesso alla neoformata 3. Savezna liga           |             |
| 1988–89              | 3. liga Ovest            | III        | 7º su 18   |                                                   |             |
| 1989–90              | 3. liga Ovest            | III        | 7º su 18   |                                                   |             |
| 1990–91              | 3. liga Ovest            | III        | 4º su 18   | Abbandona il sistema calcistico jugoslavo         |             |
| CAMPIONATI CROATI    |                          |            |            |                                                   |             |
| 1992                 | 2. HNL Nord              | II         | 1º su 6    | Campione di Druga liga, promosso in 1. HNL        |             |
| 1992–93              | 1. HNL                   | I          | 13º su 16  |                                                   |             |
| 1993–94              | 1. HNL                   | I          | 18º su 18  | Retrocede in 2. HNL                               | 16esimi     |
| 1994–95              | 2. HNL Ovest             | II         | 7º su 19   |                                                   | 16esimi     |
| 1995–96              | 2. HNL Ovest             | III        | 13º su 18  |                                                   |             |
| 1996–97              | 2. HNL Centro            | III        | 6º su 16   |                                                   |             |
| 1997–98              | 2. HNL Centro            | II         | 6º su 17   | Retrocede in 3. HNL per la riforma dei campionati |             |
| 1998–99              | 3. HNL Centro            | III        | 7º su 16   |                                                   |             |
| 1999–00              | 3. HNL Centro            | III        | 5º su 15   |                                                   | 16esimi     |
| 2000–01              | 3. HNL Centro            | III        | 4º su 16   |                                                   |             |
| 2001–02              | 3. HNL Centro            | III        | 6º su 16   | Retrocede nel campionato regionale                | Preliminare |
| 2002–03              | Zagrebačka županija liga | IV         | 3º su 16   |                                                   |             |
| 2003–04              | Zagrebačka županija liga | IV         | 3º su 16   |                                                   |             |
| 2004–05              | Zagrebačka županija liga | IV         | 1º su 16   | Perde il play-off promozione                      |             |
| 2005–06              | Zagrebačka županija liga | IV         | 1º su 16   | Vince il play-off promozione                      |             |
| 2006–07              | 3. HNL Ovest             | III        | 14º su 18  |                                                   |             |
| 2007–08              | 3. HNL Ovest             | III        | 10º su 18  |                                                   |             |
| 2008–09              | 3. HNL Ovest             | III        | 15º su 18  | A fine campionato si fonde col Polet Buševec      |             |

## Stadio

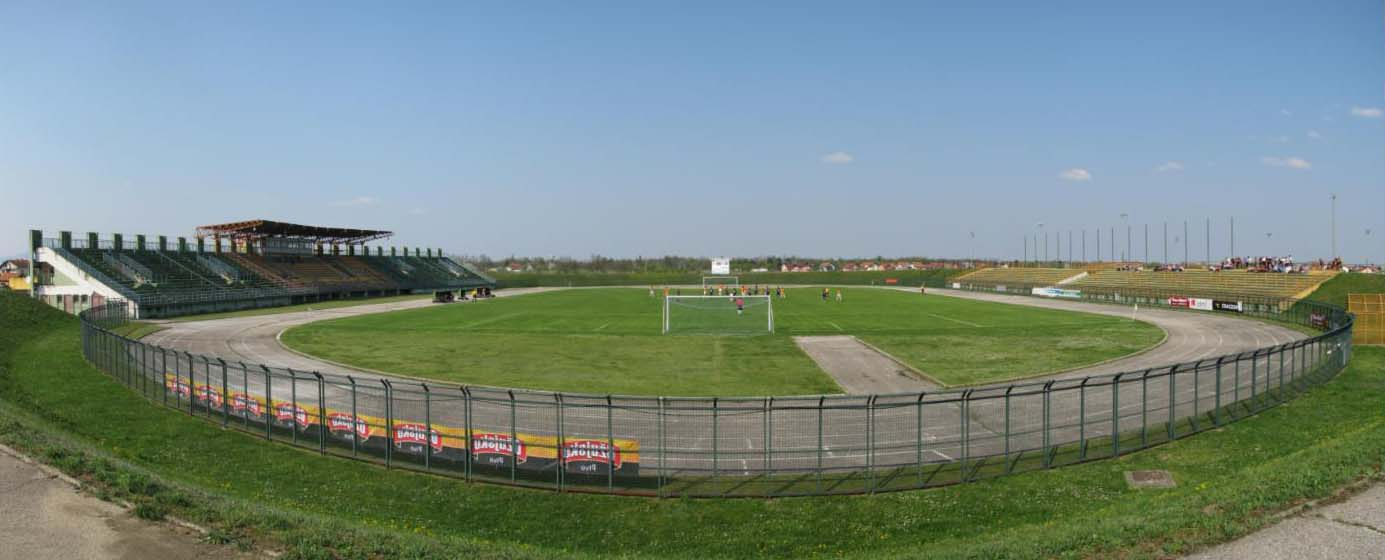
Stadion Radnik

Lo Stadion Radnik, detto anche Gradski Stadion Velika Gorica o ŠRC Velika Gorica, si trova a Velika Gorica ed ha una capienza di circa 8000 spettatori. È stato costruito per la Universiade 1987 ed è stato rinnovato due volte: nel 1999 per i giochi militari di Zagabria e nel 2010 per soddisfare i requisiti della Druga HNL. Ora vi disputa le partite casalinghe il HNK Gorica.

### Competizioni nazionali
- Druga hrvatska nogometna liga: 1

1992

### Competizioni regionali
- Zagrebačka županija liga[1]

2004-05; 2005-06